# 姜帆 (自行车运动员)
姜帆（1990年3月18日—），山东省莱阳市人，中国女子自行车運動員。

## 簡歷
2010年11月，姜帆代表中國參加2010年亞洲運動會，先在場地項目的个人追逐赛贏得金牌，其後又在公路項目出戰公路个人计时赛，最終奪得銀牌。